# Ukanc
Ukanc (IPA: [ˈuːkants]) è un insediamento (naselje) di 41 abitanti, della municipalità di Bohinj nella regione statistica dell'Alta Carniola in Slovenia.